# Seznam písní MattyhoBRaps
Toto je seznam skladeb zpěváka MattyhoBRaps.
```
  
Skladby v jednotlivých rocích jsou řazeny náhodně.
```

## 2011
- Forever and Always (ft. Julia Sheer)
- Sugar, Sugar

## 2012
- Be Right There
- That's The Way
- That Girl Is Mine
- Want U Back
- Gangnam Style (ft. Cimorelli)
- Boyfriend
- We Are Never Ever Getting Back Together

## 2013
- Without You Here
- Turn It Up
- Be Mine
- My First Girlfriend
- Back In Time
- Hooked On You
- You Make My Heart Skip
- Never Too Young (ft. James Maslow)
- Ms.Jackson
- Stereo Hearts (ft. Skylar Stecker)
- We can't stop
- Gentleman
- Boom Boom Pow

## 2014
- CLAP
- Turned Out The Lights (ft. Maddi Jane)
- Goliath
- I Just Wanna Love You (ft. John-Robert Rimel)
- Flying High (ft. Coco Jones)
- She Looks So Perfect (ft. Carissa Adee)
- Shake It Off (ft. Skylar Stecker & Jordyn Jones)
- Blank Space (ft. Ivey Meeks)
- Loyal
- Run This Town (ft. Chanel Loran)
- Talk Dirty (ft. Chloe Channell)

## 2015
- Ride It
- Right On Time (ft. Ricky Garcia)
- The Good Life
- Turn Up The Track
- To The Top
- Far Away (ft. Brooke Adee)
- Right Now I'm Missing You (ft. Brooke Adee)
- You Are My Shining Star
- The King
- My oh My
- New Kids
- FourFiveSeconds (ft. Chanel Loran)
- Get The Party Started (ft. Haschak Sister & Adee Sister)
- Guaranteed
- See You Again (ft. Carissa Adee)
- Lips Are Movin (ft.Haschak Sister)

## 2016
- You Are My Shining Star
- Love Yourself
- You (ft. Darby Cappillino)
- Friend Zone (ft. Gracie Haschak)
- Can't Get You Off My Mind
- California Dreamin
- Life For Today
- Moment

## 2017
- So Alive
- Shine
- On My Own